# Malmosi Károly
Malmosi Károly (Alsólövő, 1848. március 5. – Haraszti, 1885. június 25.) főgimnáziumi igazgató.

## Élete
A Vas vármegyei Alsólövőn született. Gimnáziumi tanulmányait Pécsett végezte, majd belépett a ciszterciek tanító rendjébe, de két évi noviciátus után kilépett a rendből. Pestre ment, ahol elvégezte az egyetemet és a tanárképző intézet tagja lett. 1872-ben már a gyakorlóiskolának tagjaként működött. Az iskolai év második felében (1873) a budai gimnáziumhoz került mint helyettes tanár. 1873-ban az újaradi gimnáziumba nevezték ki rendes tanárnak. 1874-ben a budai gimnáziumhoz, 1875-ben a tanárképző gyakorló iskolához került. 1885-ben a pozsonyi királyi katolikus főgimnázium igazgatója lett. Elsősorban Hérodotosz, Horatius, Livius, Sallustius műveit fordította magyarra, valamint Daniel Defoe Robinson Crusoe-ját.
Cikkei a Philologiai Közlönyben (1872. A görögök vallásának fejlődése), az Alföldben (1873. Egy kis nyelvészkedés); az Országos Középiskolai Tanáregylet Közlönyében (1874-75. A kikérdezésről és a gyakorlatokról, A tanulóknak az iskolán kívül való taníttatása, 1875-76. könyvism., 1876-77. A classicusok tanitása, 1879-80. Horatius olvastatásáról, 1882-85. könyvism.), a M. Tanügyben (1877. A classicusok kezelése a felsőbb osztályokban); az Egyet. Philol. Közlönyben (1883. könyvism.).

## Munkái
- Idősb Robinson Crusoe utazásai, élményei és csodálatos kalandjai. A Robinsonadok történetével és a szerző Daniel Defoe életrajzával Lauckhard után; németből ford. Malmosi Károly; Ráth, Bp., 1874
- Latin alaktan. Bpest, 1875. (Ism. M. Tanügy. 2. jav. kiadás 1876., 3. jav. k. 1879., 4. k. 1880., 6. k. 1884. és 1885., 7. kiadás 1892., 1896. Ugyanott, Németül átdolg. Heinrich Károly. Ugyanott, 1880.).
- Latin gyakorlókönyv. Latin olvasmány és magyar-latin gyakorlatok a középtanodák I. és II. oszt. számára. Uo. 1875. (2. k. 1876., 3. jav. k. 1879., 4. k. 1880., 5. k. 1882., 6. k. 1884. 7. k. 1897. és 1899. Németül átdolg. Heinrich Károly. Uo. 1879.)
- Latin olvasókönyv Livius-, Ovidius- és Phaedrusból a középiskolák III. és IV. osztálya számára. Ugyanott, 1877. (Ism. Egyetemes Philologiai Közlöny. 2. kiadás 1879., 3. kiadás 1883.)
- Latin mondattan. Uo. 1878. (Ism. M. Tanügy. 2. k. 1880., 3. k. 1884. és 1890. Ism. Egyet. Philol. Közlöny., 4. jav. kiadást sajtó alá rendezte Gyomlay Gyula. Uo. 1896.)
- Latin gyakorlókönyv a mondattanhoz. A mondattan vázlatával. A középiskolák III. és IV. oszt. számára. Uo. 1880. (2. k. 1883. és 1899.)
- Horatii Flacci, Qu., opera omnia. I. Carmina, II. Satirae et Epistolae. Uo. 1880-81. Két füzet. (Bevezetésekkel és magyarázatokkal. Görög és római remekírók iskolai Könyvtára.)
- T. Livii ab urbe condita liber XXI. et. XXII. Bevezetésekkel és magyarázatokkal. Uo. 1880. Két térképpel. (Görög és római remekírók Könyvtára. 2. k. 1882., 3. k. 1891. Uo.)
- C. Salusti Crispi libri de Conjuratione Catilinae, de bello Jugurthino. Magyarázó bevezetéssel. Uo. 1880. (Görög és római remekírók Könyvtára.)
- Jegyzetek Livius XXI. és XXII. könyvéhez. Uo. 1881. (Görög és római remekírók iskolai Könyvtára. Ism. Országos Tanáregylet Közlönye XX.)
- Szótár a Bartal-Malmosi-féle Olvasókönyvhöz. (Livius és Ovidiusból), középiskolák III. és IV. osztályai számára. Uo. 1881. és 1883. Mindezen munkákat Bartal Antallal együtt írták.
- Bartal Antal–Malmosi Károly: Jegyzetek Horatius költeményeihez. Carmium libri IV et Epodon liber; Eggenberger, Bp., 1886 (Görög és római remekírók iskolai könyvtára)

Szerkesztette az Országos középiskolai tanáregylet Közlönyét 1883-84-ben.